# Chapelle Saint-Ortaire
La chapelle Saint Ortaire appartient à l’ensemble du manoir de Saint-Ortaire, propriété privée située au Dézert (Cotentin, Normandie). Cette chapelle date du début du XVe siècle mais les archives et les trouvailles archéologiques témoignent d’origines plus anciennes.

## Origine
La chapelle se dresse selon la tradition sur le lieu qui a vu naître saint Ortaire (482-580). Elle est considérée comme le maître-lieu du culte de saint Ortaire dans la Manche. La fontaine Saint-Ortaire, connue comme source miraculeuse, se situe à une cinquantaine de mètres de la chapelle sur la même propriété. L’ancien prieuré de l’Ordre de la Trinité et de la Rédemption des Captifs se trouve au lieu-dit de La Perrine (Le Dézert) à 2,5 kilomètres. Les religieux de La Perrine, appelés les Trinitaires, propageaient le culte de saint Ortaire au XVIIe siècle. Le lieu intitulé "S. Ortaire" figure sur la carte du diocèse de Coutances de 1689 juste à l’ouest du Desert (orthographe ancienne).
D’après des chartes d’époque, comme nous pouvons le lire dans la Revue catholique de Coutances de 1875-1876 (article de Victor Brunet), la propriété appartenait avant les Croisades aux comtes d’Avranches, barons du Dézert et de Landelles (lieu de naissance présumé et de la mort de saint Ortaire). Cette famille, en particulier le fils de Richard d’Avranches, « Octaire comte d’Avranches, seigneur de Marcé, de Dol, de Combourg, du Grippon, de Landelles et autres lieux, revendiquait hautement comme un honneur, en ces temps de foi et de vaillance, un lien de parenté avec saint Ortaire » . Elle fit construire « des églises et des monastères en attendant le départ au cri de ‘‘Diex et volt’’ des croisés pour la conquête de Palestine ». Il est vraisemblable qu’elle fit bâtir un sanctuaire dédié au Saint à l’emplacement de la chapelle actuelle, où il serait né à la fin du Ve siècle. Leur succédèrent d’autres familles très pieuses : « de Vitré, le Roi, de Nantier, de Renty, de Tesson, et Villiers du Hommet. »

## Époque moderne

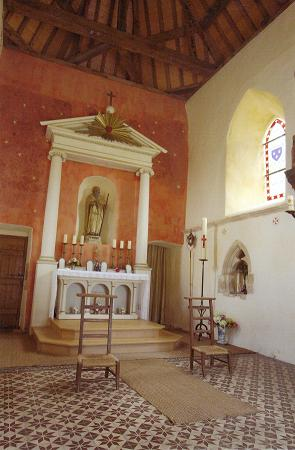
Intérieur de la chapelle Saint-Ortaire.

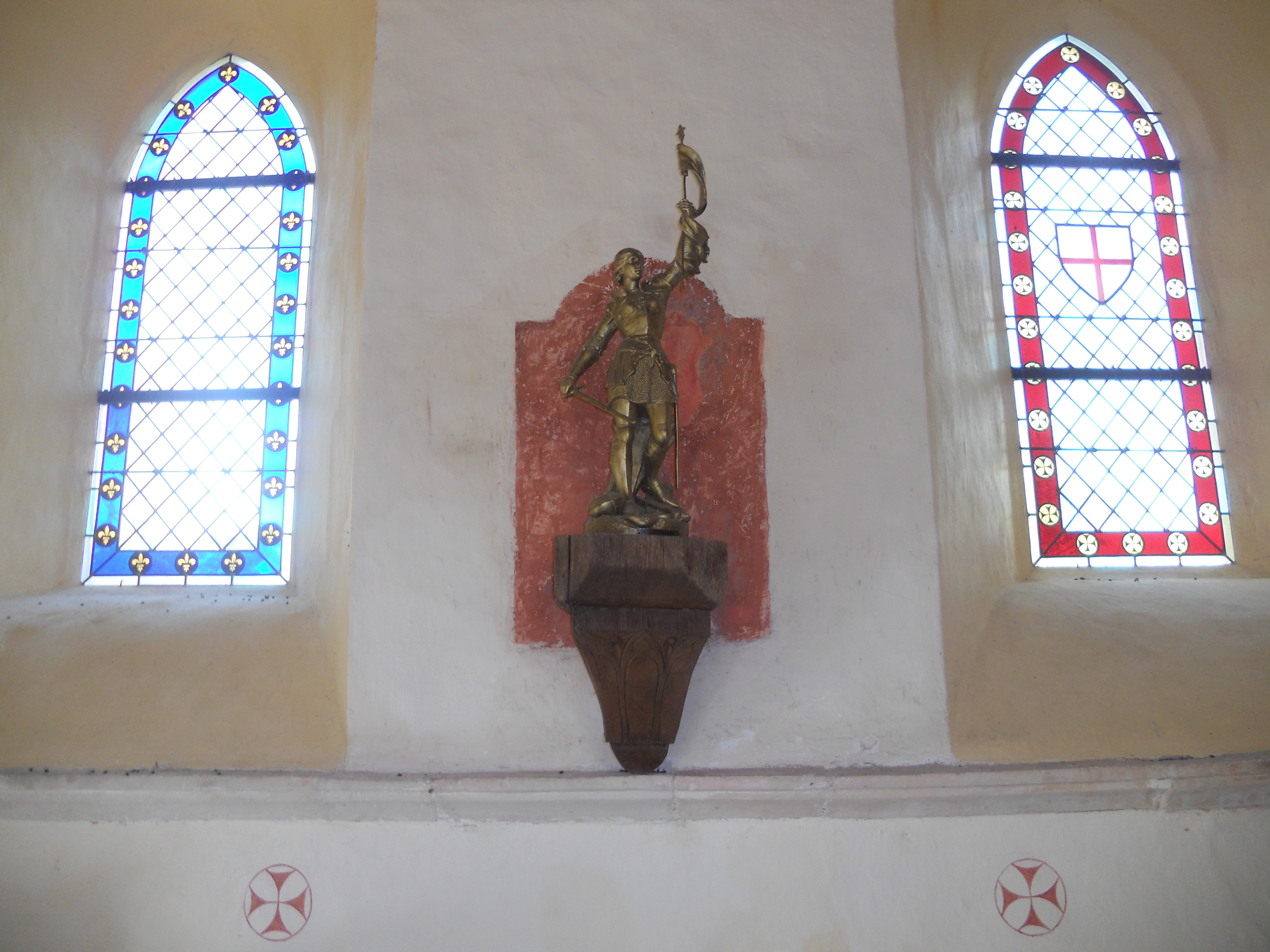
Intérieur de la chapelle Saint-Ortaire.

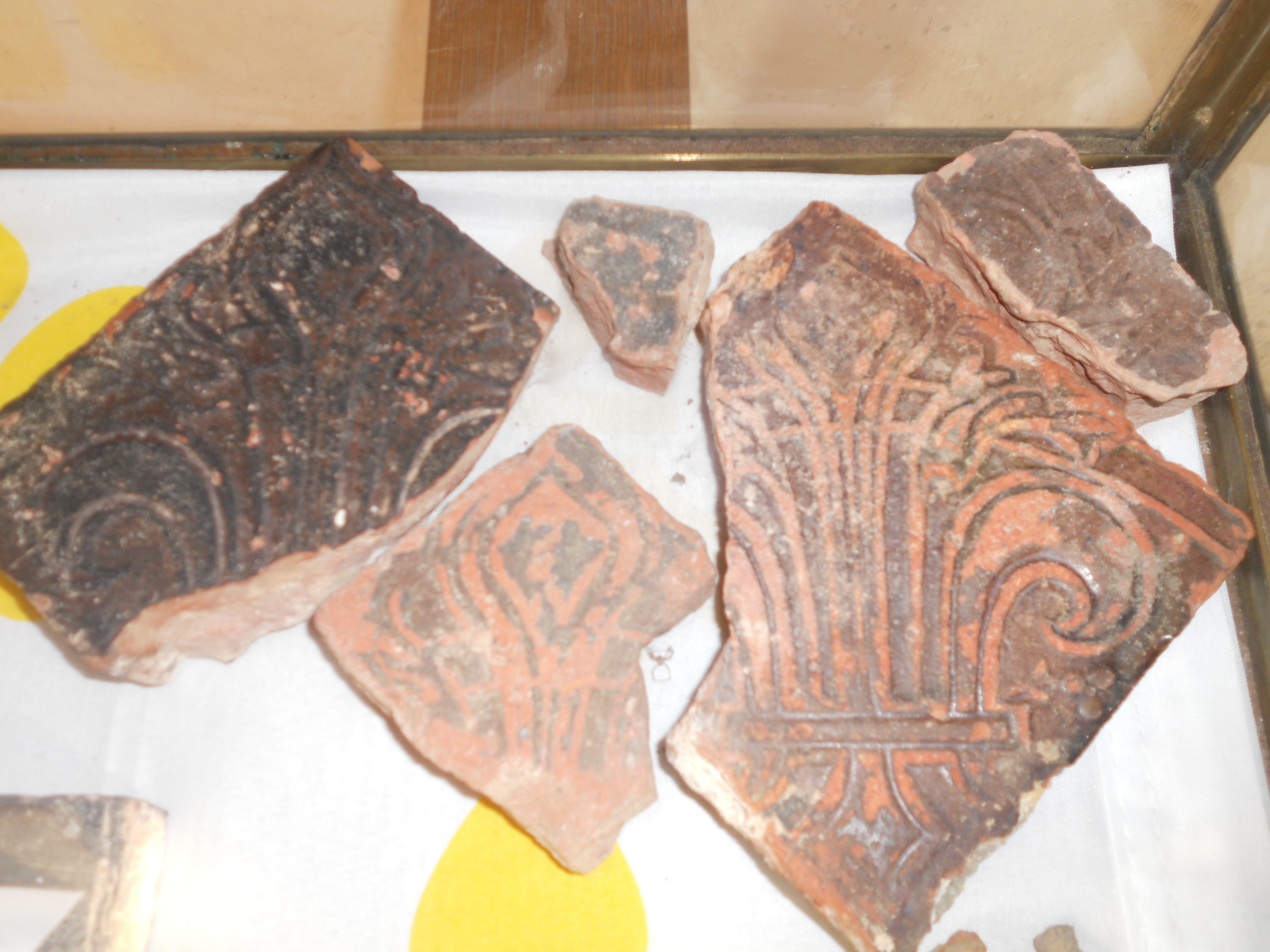
Carreaux à fleur de lys.

Le chevalier Geoffroy de la Mare s’y installe au XIIIe siècle, peu de temps après la fondation de l’abbaye Sainte-Catherine-de-la-Perrine au Dézert, dont il est bienfaiteur. En 1417, lors de l’invasion anglaise, ainsi que Charles Fierville l’écrit dans les Mémoires de l’Académie de Caen de 1892, ses descendants « aimèrent mieux prendre la route de l’exil et s’exposer à la misère que de faire acte de soumission au vainqueur ». « Les deux aînés : messire Louis de La Mare et Richard de La Mare sont inscrits sur les listes d’honneur des chevaliers qui prirent part à la défense du Mont-Saint-Michel en 1424-1427 et l’empêchèrent de tomber entre les mains des Anglais ».
Le seigneur Guillaume de La Mare, fils de Louis de La Mare revint en 1449 en son domaine de Saint-Ortaire endommagé par la guerre. D’après le même auteur, la reconstruction du manoir peut être attribuée à son fils Guillaume (2e moitié du XVe siècle). Grand humaniste, il est élu 133e recteur de l’Université de Caen en 1506, entre peu après au chapitre de Coutances comme vicaire général; il est ensuite désigné chanoine trésorier en 1511. Le blason « D’argent (fond blanc), à la croix de gueules (rouge)» actuellement visible sur le vitrail à gauche de l’autel pérennise la mémoire de cette famille.
À la fin du XVIe siècle, les guerres de religion sévissent dans la région et les « hommes de Montgomery » sèment le feu et la destruction dans tous les lieux de culte catholique. D’après Victor Brunet, la chapelle disparait comme tant d’autres. La chapelle a sans doute été saccagée, mais non rasée, ce qu’attestent les quatre baies en arc brisé existantes, ainsi que le mur de fond ayant conservé sa peinture d’origine.
En 1614, la propriété passe de la famille de La Mare à celle du célèbre abbé Michel de Saint Martin (écrivain, agrégé en théologie et recteur de l’Université de Caen), nous précise l’historien Yves Nédélec .
En 1684, l’archidiacre se plaint du mauvais état du bâtiment et du mobilier liturgique, il mentionne les « grandes dévotions et charités qui s’y font tous les jours ». L’année suivante, la chapelle est toujours mal desservie, mais une confrérie de Saint-Ortaire contribue à répandre son culte ». La « confrérie » dont il s’agit est celle des Trinitaires à la Perrine. La propriété appartient alors à Thomas Hue, écuyer, sire de Vertmanoir dont l’épouse, Françoise de Saint Martin, fille de Nicolas, est décédée cette même année.
La belle statue de saint Ortaire (dont l’iconographie rappelle les Pères ermites du désert des débuts du christianisme : barbe, cheveux longs, bâton, livre d’écritures saintes…) polychrome et dorée datée du XVIIe siècle, est certainement installée et d’importants travaux de restauration sont réalisés pendant cette période de renouveau, attestés par les linteaux en accolade retournés utilisés en réemploi et les traces d'enduit ancien sur la façade sud montrant un calpinage à grands panneaux rectangulaires (aujourd'hui disparu) de style classique. Victor Brunet cite les « Règlements faits pour la chapelle de la Mare du Dézert, à laquelle messire Hue de Vermanoir, conseiller au Parlement de Rouen, est en droit de présenter (1668). C’est la première fois que l’on trouve une mention de la présence d’un chapelain à la Mare du Dézert… Une longue pièce nous démontre que les curés du Dézert ont dû autrefois rendre des services à la chapelle de la Mare.
C’est certainement au Sire de Vertmanoir que nous devons la restauration de la chapelle au XVIIe siècle.
En 1706, le prieur de l’Abbaye de Sainte-Catherine de la Perrine diffuse un opuscule intitulé « La Vie de saint Ortaire ». Il semble que ces religieux aient beaucoup fait pour répandre ce culte aux XVII et XVIIIe siècles . Les Pères de la Perrine ont traduit à peu près littéralement les Acta Sanctorum, œuvre des pères Bollandistes. Cependant dans ce livret paraît un miracle non connu des Bollandistes :
« Un valet de fermier, ramassant un jour des pommes, osa, par une raillerie basse, sotte et impie, en jeter une à la figure de saint Ortaire, en lui disant indignement de la manger ; mais il reçut incontinent le châtiment de son insolence. Le bras lui demeura étendu, sec et roide, sans qu’il pût faire aucun mouvement… Le malheureux reconnut néanmoins sa faute, s’humilia et demanda pardon. Il fit une neuvaine dans les ruines de la chapelle, et par l’intercession du saint abbé, il obtint miséricorde de Dieu, le rétablissement de son bras et une parfaite santé ». D'après Victor Brunet, « ce fut ainsi que recommença la dévotion envers le bienheureux saint Ortaire, dans ce pays. Les Seigneurs du lieu réédifièrent et ornèrent cette chapelle. » Il conclut que ce miracle aurait eu lieu en la chapelle Saint-Ortaire-du-Dézert. Ce miracle relaté par les Trinitaires pourrait confirmer que la chapelle, en ruines, était relevée par les seigneurs du lieu, en l’occurrence, Thomas Hue, sire de Vermanoir.
En 1708, une seconde Vie de saint Ortaire, publiée à Saint-Lô, inclut cette fois-ci un règlement pour la chapelle. Un chapelain, parfois aidé d’un vicaire, desservit la chapelle jusqu’à la Révolution. Brunet évoque les règlements destinés à éviter tout froissement entre les curés du Dézert et les chapelains (droit d’officier, devoir pascal, oblations). Nous connaissons quelques noms des chapelains desservant la chapelle la seconde moitié du XVIIIe siècle : Pierre Le Sénécal, Étienne Le Comte et Hubert Lebedel. Un office dédié à saint Ortaire paraît dans le bréviaire du Chapitre de Coutances, Breviarium Constantiense, de 1745.

## Époque révolutionnaire

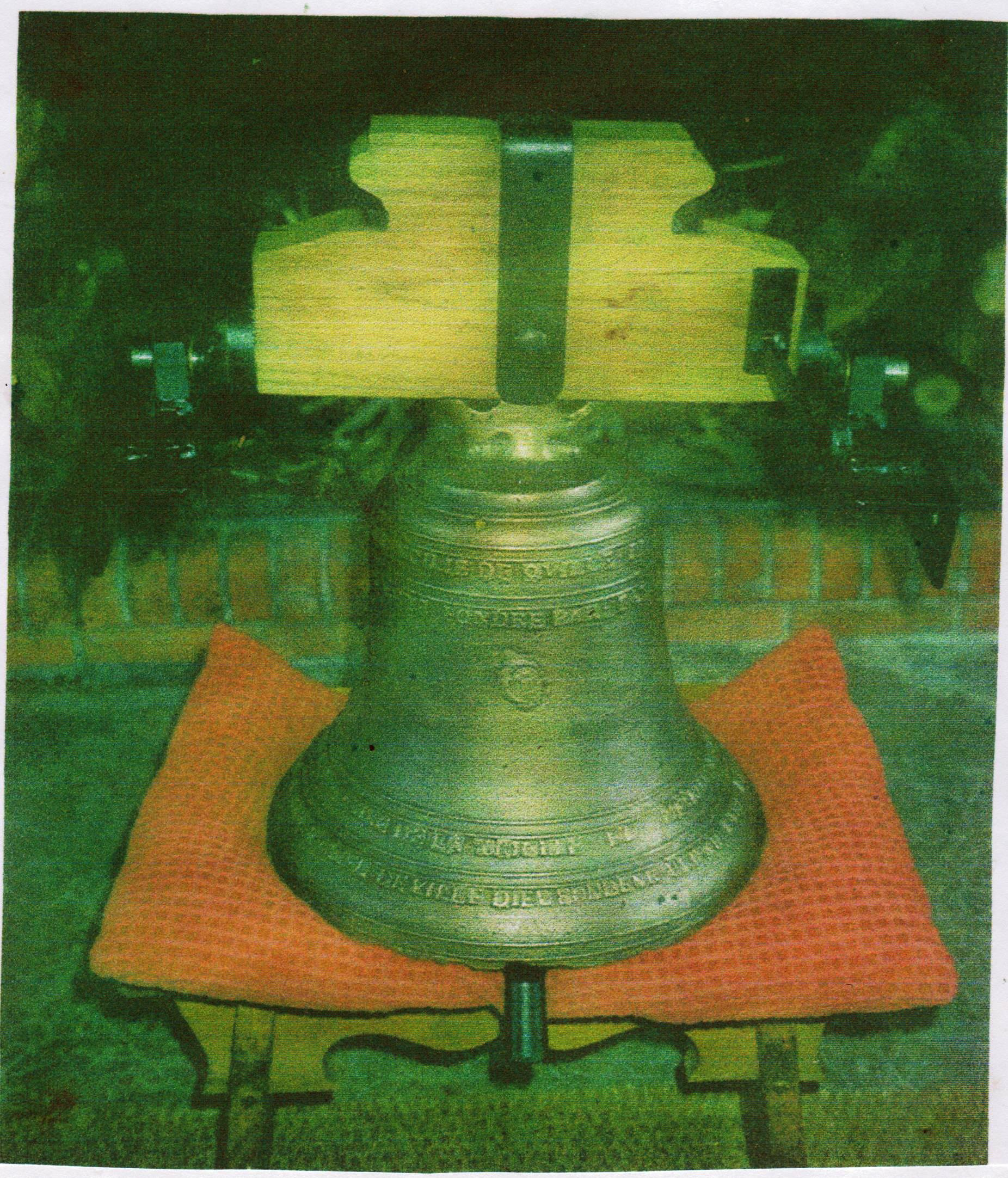
Cloche de la chapelle Saint-Ortaire fondue en 1790.

Pendant la Révolution, le lieu sacré est profané et pillé par des bandes révolutionnaires. Alors qu’une nouvelle cloche avait été fondue à Villedieu-les-Poêles, bénie et posée en 1790, la statue du Saint est jetée dans la fontaine en 1793 à l’encontre du pieux culte rendu par les habitants de la région. La chapelle est alors fermée et le lieu sert de refuge aux prêtres et clercs restés fidèles au Roi.

### 1789-1790: Refus de serment par le chapelain Jacques Lebedel
Les biens ecclésiastiques sont décrétés à la disposition de la nation, c'est-à-dire que prieurés, presbytères, églises deviennent des biens publics. Les décrets sur la constitution civile du clergé obligent les prêtres et les évêques à prêter serment "à la nation, à la loi et au Roi" dont ils deviennent salariés, les soustrayant à l'autorité du Pape.
Dans le diocèse, l'évêque de Coutances Monseigneur de Talmaru de Chalmazel refuse le serment, de même que 125 curés "insermentés" ou "réfractaires", contre 55 "assermentés" ou "jureurs", qui l'acceptèrent sans en comprendre les conséquences. Le chapelain de Saint-Ortaire, Jacques Lebedel refuse le serment ainsi que onze curés et vicaires des alentours.
La chapelle Saint-Ortaire est un lieu où "une affluence considérable vient chaque année de fort loin faire ses dévotions" "pour obtenir la guérison des malades et des infirmes". En 1790, en acte de résistance, une nouvelle cloche est fondue à Villedieu-les-Poêles et installée probablement lors d'une cérémonie clandestine, sous l'autorité du chapelain titulaire, "Guillebert Du Perrou, prieur curé d'Agneaux". (photos)

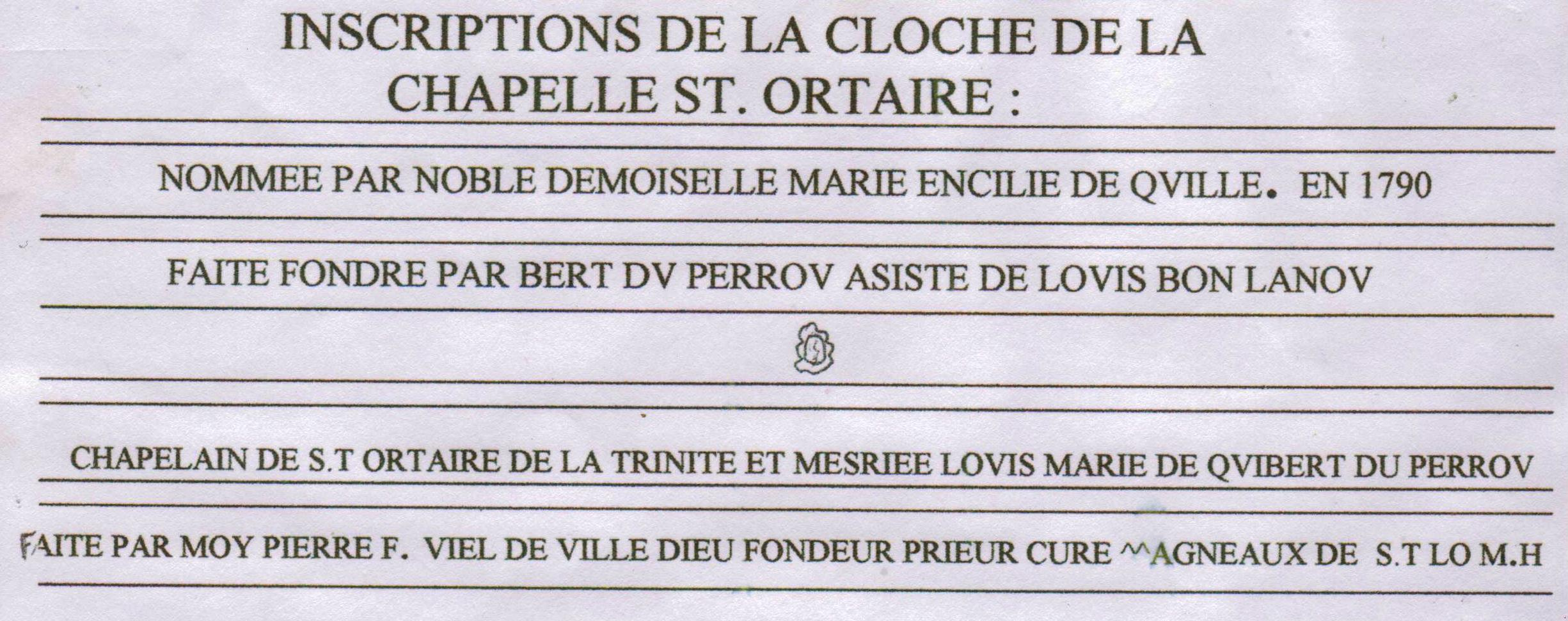
Inscriptions sur la cloche.

### 1791- 1792: Emprisonnement du chapelain de Saint-Ortaire
Des décrets contre les prêtres réfractaires sont adoptés contre l'avis du Roi, les empêchant de fréquenter les églises, les "destituant" de leurs fonctions, et finalement les condamnant à la déportation ou à l'exil.
350 prêtres ont alors émigré du diocèse, dont l'évêque. Le chapelain de Saint-Ortaire, Jacques Lebedel et le titulaire Guillebert Du Perrou, sont emprisonnés deux ans à Torigni puis au Mont-Saint-Michel. Cependant, une résistance active s'organise, 200 prêtres sillonnent le diocèse en clandestinité, protégés par la population, mais traqués par les Révolutionnaires. Certains furent arrêtés puis assassinés.
Une dizaine de villages du canton perdent ainsi leur curé, des remplaçants sont nommés par les comités révolutionnaires. Ils sont rapidement considérés par la population comme "intrus". Les mères de famille refusent de faire baptiser ou communier leurs enfants auprès d'eux. Nombreux sont ceux qui quittent leur poste.

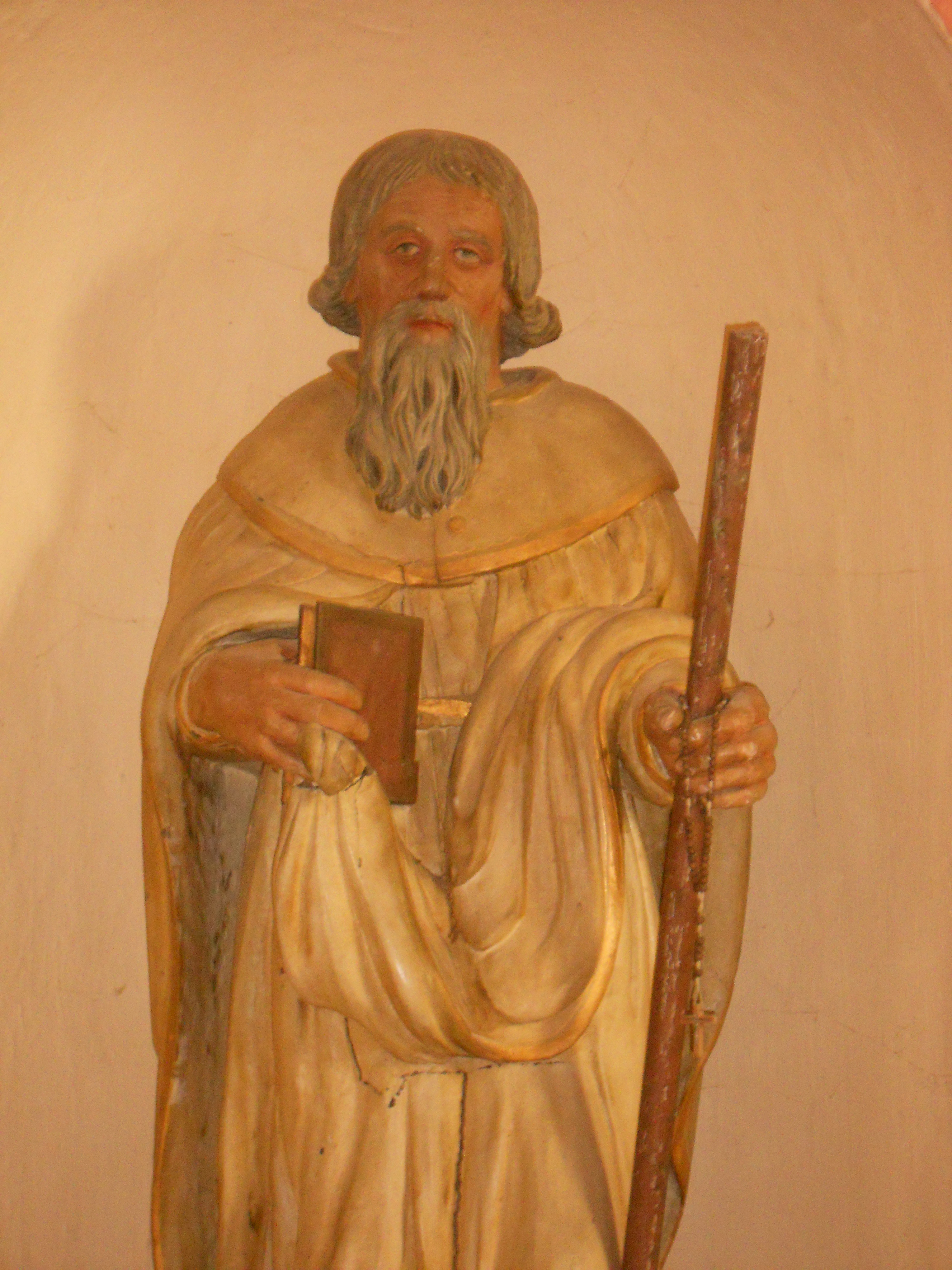
Statue de saint Ortaire, plongée dans la fontaine durant la Révolution.

### 1792-1794: La chapelle interdite pendant la Terreur
Avec la condamnation à mort du Roi et le début de la première République, la Terreur s'abat contre la religion catholique, étant elle-même désormais interdite. Robespierre instaure en remplacement un culte de l'"Être suprême" ou de la Raison. Les prêtres jusqu'alors favorables aux idées nouvelles de la Révolution sont pris au piège. Ils doivent choisir entre la République et la Foi. La majorité préférant servir Dieu plutôt que renoncer à leur Foi, se rétractent de leur serment.
Dans le diocèse, 300 religieux et religieuses sont alors incarcérés au mont Saint-Michel ou dans d'autres prisons, dont des prêtres assermentés n'ayant cependant pas renoncé à leur fidélité à la religion catholique. Dans le canton, on a trace de 8 prêtres "rétractés", contre 5 qui restèrent assermentés.
En 1793, Jacques Lebedel, relâché, revient à Saint-Ortaire, qui sert de refuge aux prêtres clandestins de la région. La correspondance entre le district et le département du 28 avril 1793 dénonce qu'"une chapelle ouverte aux prêtres insermentés, au milieu d’une plaine déserte, éloignée des regards des officiers municipaux, est un lieu suspect aux citoyens de l’arrondissement". Le même document précise: "Le moment du retour des pèlerinages est celui du retour de l’inquiétude, et des habitants des communes voisines nous ont fait part de la disposition des esprits à supprimer par la force cette chapelle ".
Le premier messidor an II [juin 1794], le district prend la décision de la faire fermer et décide de faire détruire publiquement la statue du saint (photo), dont "les malveillants se servent pour rallumer les torches du fanatisme". Après des pourparlers probablement difficiles, cet ordre ne sera heureusement jamais exécuté. Une solution intermédiaire est trouvée : la statue est plongée dans la fontaine durant plusieurs semaines, ce qui la préservera d'une destruction définitive. Les objets sacrés sont transportés à l'église paroissiale.

## Époque contemporaine

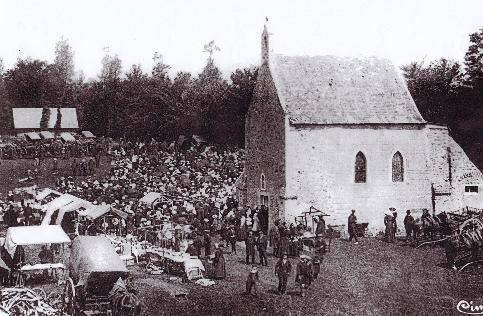
Chapelle Saint-Ortaire au début du XXe siècle.

Il faudra attendre que les esprits se calment pour que les gens du canton viennent clandestinement la sortir et la cacher. La chapelle ne retrouve son culte qu'en 1808, à la suite des vœux populaires.
Deux chapelains ayant desservi la chapelle sont connus. François-Guillaume Mariolle, dernier prieur de La Perrine, caché pendant la tourmente révolutionnaire, nommé chapelain de Saint-Ortaire vers 1818 et Paul-Marie Lecocq, né à Coutances en 1804, ordonné en 1839, desservant la chapelle de 1841 jusqu'à sa mort en 1881.
En juillet 1944, les troupes américaines percèrent les lignes ennemies par Le Dézert, en direction de Coutances (Opération Cobra). Malgré des combats acharnés et le déplacement incessant des lignes de front avec prise et reprise du Dézert, la chapelle fut miraculeusement épargnée.
Saint Ortaire y est abondamment prié et fêté et donne lieu à de nombreux pèlerinages. L’eau de la fontaine miraculeuse de Saint-Ortaire située à quelques pas de la chapelle est utilisée pour ses vertus curatives « depuis des temps immémoriaux».
Restaurée depuis 2004, la chapelle avec son autel privilégié est de nouveau ouverte aux pèlerins le jour de la fête de saint Ortaire où une messe est célébrée aux alentours de la Pentecôte. Un pèlerinage a de nouveau lieu tous les deux ans avec la traditionnelle distribution de l'eau de la fontaine.

### Sources et bibliographie
- M. l'Abbé Lecanu, Histoire du diocèse de Coutances et Avranches, 1878
- Denis Small, La Révolution entre Vire et Taute, Comité du Bicentenaire du canton de Saint-Jean-de-Daye, 1989